# Teòcrit (actor)
Teòcrit (en llatí Theocritus, en grec  Θεόκριτος) va ser un actor grec, el mestre de danses de Caracal·la.
Sota aquest emperador va gaudir dels màxims honors i va exercir una considerable influència a la cort, gairebé sense límits. L'any 216 va ser nomenat comandant d'un exèrcit i enviat a Armènia, on va ser derrotat totalment.